# Pleurothallis imber-florum
Pleurothallis imber-florum là một loài thực vật có hoa trong họ Lan. Loài này được Luer & R.Escobar miêu tả khoa học đầu tiên năm 1984.